# Оболенська Тетяна Євгенівна
Тетя́на Євге́нівна Оболе́нська (нар.. 16 січня 1952, Київ, УРСР, СРСР) — український економіст, доктор економічних наук (2002), професор (2003).

## Життєпис
Тетяна Оболенська народилася 1952 року в Києві. Після закінчення середньої школи вступила на економічний факультет Київського технологічного інституту харчової промисловості, який закінчила в 1974 році. Перші три роки своєї трудової діяльності працювала інженером Українського науково-дослідного інституту м'ясо-молочної промисловості (м. Київ). У 1977 році 25-річною фахівчинею перейшла до міністерства зовнішньої торгівлі СРСР (у Києві) на посаді інспектора. Наступного 1978 року обійняла посаду завідувача групи Головного інформаційно-обчислювального центру Міністерства радгоспів УРСР. З 1981 по 1984 рік працювала старшим науковим співробітником у Київському торгово-економічному інституті. У 1984 році перейшла до міністерства вищої і середньої спеціальної освіти УРСР на посаду економіста Управління науково-дослідних робіт. У 1985 році без відриву від виробництва захистила кандидатську дисертацію в Київському інституті народного господарства. Цього ж року (за сумісництвом) почала працювати в Київському державному економічному університеті на викладацькій посаді (асистентом, старшим викладачем, доцентом). Одночасно (з 1985 по 1993 роки) обіймала почергово посади (старший інженер, старший методист, завідувач лабораторії, заступник директора науково-методичного кабінету вищої освіти) Мінвузу Української РСР. У вересні 1993 року — обійняла посаду проректора з навчальної роботи, а згодом — проректора з науково-педагогічної роботи в Київському державному економічному університеті. В 2002 році захистила докторську дисертацію на тему «Маркетинг у сфері освітніх послуг» у Харківському національному економічному університеті.

## Нагороди
- Орден «За заслуги» III ступеня (2012) — «за значний особистий внесок у соціально-економічний, науково-технічний, культурно-освітній розвиток Української держави, вагомі професійні здобутки та багаторічну сумлінну працю».
- Подяка Прем'єр-міністра України (2001),
- Почесна грамота Міністерства освіти і науки України (2004—2007),
- знак «Відмінник освіти України» (2012).

## Наукова діяльність
На посаді голови фахової ради з економіки та заступника голови Експертної ради з економіки Державної акредитаційної комісії України, заступника голови Науково-методичної комісії з економіки та підприємництва Міністерства освіти і науки України брала участь у розроблені та впроваджені чотирьох поколінь стандартів вищої освіти з напряму «Економіка і підприємництво», механізмів та критеріїв ліцензування та акредитації закладів вищої освіти. Також брала участь у розробці та впровадженні стандартів з напряму «Економіка та підприємництво» для підготовки молодших спеціалістів та магістрів.
Тетяна Оболенська проводить наукові дослідження з такої тематики:
- управління міжнарним маркетингом,
- зовнішньо-економічна політика України,
- проблеми зовнішньої торгівлі України,
- конкурентоспроможність освітніх послуг,
- комп'ютерні технології, економічно-математичне моделювання,
- світове господарство та міжнародні економічні відносини,
- педагогіка вищої економічної освіти.

### Наукові праці
Тетяна Оболенська — авторка понад 120 наукових та навчально-методичних праць. Входить до редакційних колегій ряду видань, у тому числі журналів «Міжнародна економічна політика», «Стратегія економічного розвитку України».
Вибрані праці
- Маркетинг освітніх послуг: вітчизняний і зарубіжний досвід. Київ, 2001;
- Global positions of economic universities. Redakcja naykowa. Nierownosci spoleczne a wzrost gospodarczy // Universytet Rzeszowski. 2011. Zeszyt 19 (співавт.); Mechanism and Instruments for Realizing the Environmental-Economic Policies of the Post-Socialist Countries of the Eastern Europe // European Researcher. 2014. № 12;
- Концептуальні підходи до міжнародного співробітництва між вищими навчальними закладами // Міжнародна економічна політика. 2016. № 2 (співавт.);
- Переорієнтація оборонної промисловості України через агресію з боку Російської Федерації // Стратегічні пріоритети. 2017. № 2 (співавт.);
- Екологізація міжнародної торговельно-маркетингової діяльності. К., 2018 (співавт.).

## Родина
Чоловік Олексій Оболенський (нар. 1951) — фахівець у галузі публічного управління та адміністрування.